# Songhwa
Songhwa (Hán Việt: Tùng Hòa là một huyện thuộc tỉnh Hwanghae Nam tại Cộng hòa Dân chủ Nhân dân Triều Tiên. Huyện giáp với Unryul ở phía bắc, Kwail ở phía tây, Changyon ở phía nam và Samchon ở phía đông. Năm 2008, dân số toàn huyện là 44.274 người (20.917 nam và 23.357 nữ), trong đó, dân số thành thị là 13.936 người (31,5%) và dân số nông thôn là 30.338 người (68,5%).